# واکسن مالاریا

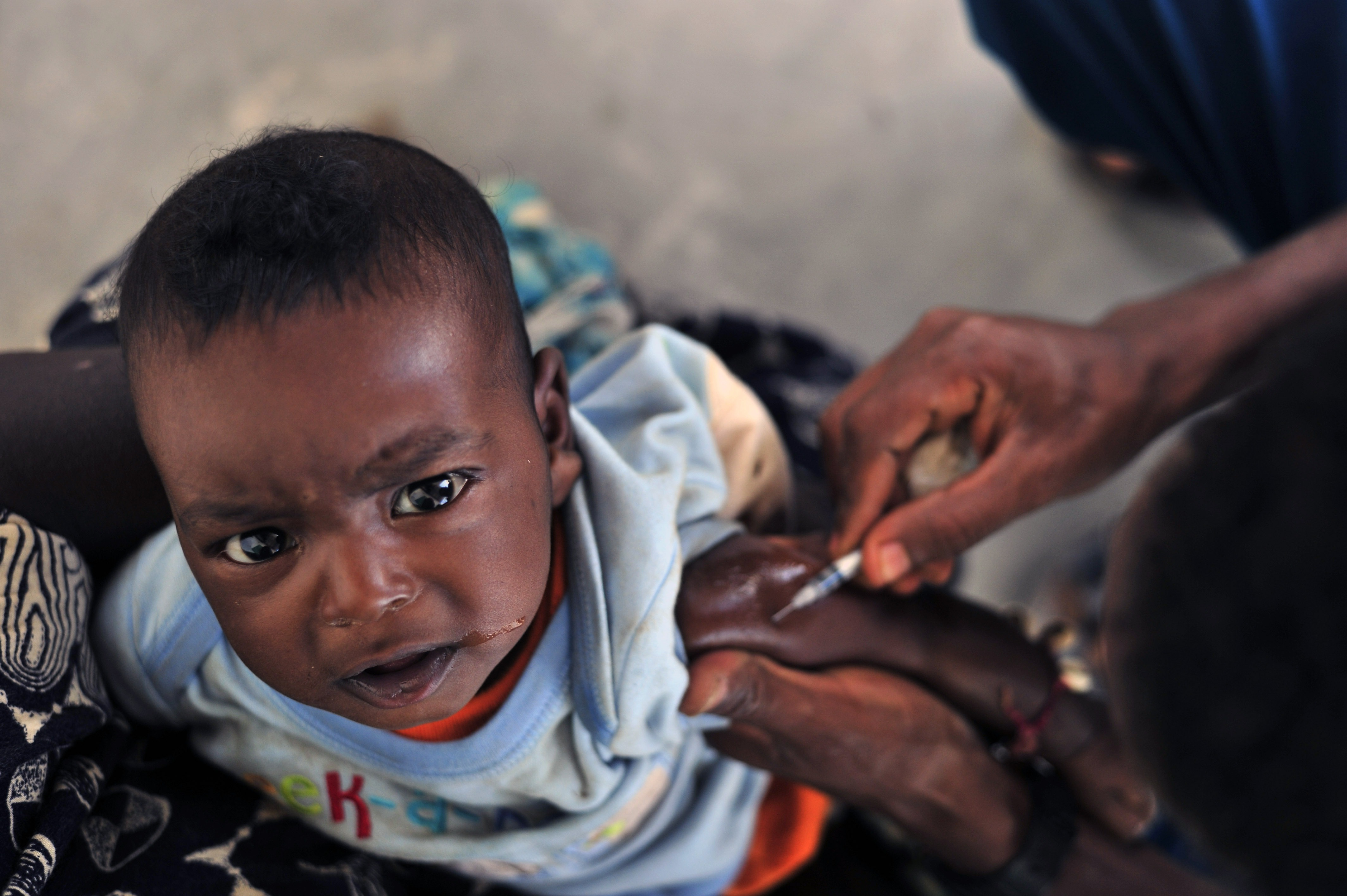
واکسیناسیون کودکان

نخستین نمونه تأیید شده از واکسن مالاریا (به انگلیسی: Malaria vaccine) RTS نامیده می‌شود و با نام تجاری ماسکیوریکس (Mosquirix) شناخته می‌شود. از آوریل ۲۰۲۲ این واکسن به بیش از یک میلیون کودک که در مناطقی که در معرض انتشار متوسط یا زیاد مالاریا هستند، تزریق شده است. این واکسن باید دست کم سه دوز در طفولیت تا سن دوسالگی تزریق شود و دوز چهارم برای افزایش ایمنی طی یک یا دو سال بعد از آن. واکسن نرخ مراجعه به بیمارستان در اثر مالاریای شدید را تا ۳۰ درصد کاهش می‌دهد.
تحقیقات دربارهٔ واکسن‌های دیگر مالاریا ادامه دارد و موثرترین آن R21/Matrix-M می‌باشد که توسط مؤسسه ژنر دانشگاه آکسفورد توسعه یافته است و نسبت به RTS آنتی‌بادی بیشتری ایجاد می‌کند. این نخستین واکسن مالاریا است که به هدف سازمان جهانی بهداشت در خصوص نرخ کارایی ۷۵ درصد دست یافته است. در آوریل ۲۰۲۳ کشورهای غنا و نیجریه شروع به تزریق این واکسن کردند.